# Groupe Télégramme
 (septembre 2020).
Si vous disposez d'ouvrages ou d'articles de référence ou si vous connaissez des sites web de qualité traitant du thème abordé ici, merci de compléter l'article en donnant les références utiles à sa vérifiabilité et en les liant à la section « Notes et références ».
Le Groupe Télégramme est un groupe de presse français détenu par la famille Coudurier.

## Présentation générale
Lancé en 1944, Le Télégramme est, en 2023-2024, le quatrième quotidien régional français. Son chiffre d'affaires est estimé à 150 millions d'euros pour 2019.
La présence du Télégramme s'étend aux supports numériques (internet, télévision, applications).

## Diversification
Le Groupe Télégramme est présent dans une quarantaine de sociétés.

### Presse
Outre le quotidien régional Le Télégramme, le groupe breton possède également un hebdomadaire local à Carhaix, Le Poher. Il a aussi créé Le Journal des Entreprises, un mensuel d'informations économiques en régions, présent dans 23 départements français.
En matière de presse de territoire, il collabore avec le groupe Milan Presse pour l'édition du bimestriel Bretagne Magazine.
En janvier 2012, le groupe a pris une participation minoritaire dans Scrib, la société éditrice du  Mensuel du Morbihan et du Mensuel de Rennes. En 2016, il en devient propriétaire.

### Participations
Depuis 2009, le Groupe Télégramme est actionnaire de référence de la chaîne locale Tébéo. En novembre 2012, le groupe devient propriétaire de Ty télé, chaîne locale morbihannaise qu'elle renomme TébéSud en septembre 2013.
Le groupe est actionnaire de la société Virage Conseil, spécialisée dans les forces de ventes supplétives, l'animation commerciale et la relation client.
Le Groupe est actionnaire de Hellowork group.

#### Publicité et communication
Le groupe est propriétaire de la régie publicitaire Viamédia créée en 2001.
Le Groupe est également associé à l'agence Phileas, agence de conseil en communication, à Rivacom, agence de relations presse et relations publiques, et à YellowCake, agence de conseil en solutions digitales[réf. nécessaire].
Le Groupe Télégramme édite des sites internet dont letelegramme.com, bretagne.com et Mer et Marine et des applications mobiles.

#### Événementiel
Le Groupe Télégramme participe à l'organisation d'événements sportifs avec le groupe OC Sport et sa filiale OC Sport Pen Duick (Transat Paprec, Route du Rhum, Solitaire du Figaro, etc.).
Enfin, le Groupe Télégramme est présent dans C2G au côté de Morgane Groupe.